# VR-motor
VR6 motor (iz nem. V-Motor in "Reihenmotor" - vrstni motor) je konfiguracija batnih motorjev z notranjim zgorevanjem, pri kateri so valji nameščeni izmenično v V-konfiguraciji, deloma so podobni tudi vrstnim motorjem. Konfiguracijo je razvilo podjetje Volkswagen Group v poznih 1980ih, ki je tudi glavni proizvajalec teh motorjev. Večinoma se uporabljajo v avtomobilih, pa tudi na motociklu Horex VR6. V primerjavi s klasičnimi V-motorji je kot po navadi manjši (10,5º ali 15º). 

## Uporaba
VR se uporabljajo ali pa so opcija na naslednjih vozilih:

### VR6
Se uporablja na vozilih:
- Volkswagen Golf Mk3
- Volkswagen Golf Mk4
- Volkswagen Golf Mk5
- Volkswagen Vento/Volkswagen Jetta Mk3
- Volkswagen Bora/Volkswagen Jetta Mk4

- Volkswagen New Beetle
- Volkswagen Corrado
- Volkswagen Passat (B3, B4, and B6 chassis)
- Volkswagen Passat CC
- Volkswagen Phaeton
- Volkswagen Touareg
- Volkswagen Sharan
- Volkswagen Transporter/Caravelle/Multivan T4 and T5
- Volkswagen Passat NMS

- Audi A3 Mk2
- Audi TT obe genereaciji
- Audi Q7
- Porsche Cayenne
- SEAT Alhambra
- SEAT León
- Škoda Superb (B6, 3T)

VR6 uporabljao tudi drugi proizvajalci:
- Artega GT[1]
- Ford Galaxy (first and second generation)
- Mercedes-Benz Vito/ V class

### VR5
Se uporablja na vozilih:
- Volkswagen Golf Mk4
- Volkswagen Bora
- Volkswagen Passat (B5)
- Volkswagen New Beetle
- SEAT Toledo Mk2